# Mammomonogamus
Genre
Mammomonogamus est un genre de nématodes de la famille des Syngamidae. Ce parasite vit dans les voies respiratoires des bovins, des moutons, des chèvres, des daims, des félins, des orangs-outans et des éléphants. Les Mammomonogamus peuvent également affecter l'homme et est à l'origine de la mammomonogamose. La Panthère nébuleuse, félin d'Asie du Sud-Est peut être porteuse de Mammonogamus.
Le genre contient de nombreuses espèces, mais la plus commune pouvant atteindre l'homme est Mammomonogamus laryngeus. Les infections humaines sont extrêmement rares et considérées comme accidentelles, avec seulement une centaine de cas rapportés dans le monde entier, en Chine, en Corée, dans les Caraïbes, en Thaïlande et aux Philippines. Le ver est généralement présent dans les voies respiratoires supérieures, dans la trachée, les bronches ou le larynx et cause une toux chronique et des symptômes comparables à l'asthme.
Mammomonogamus nasicola atteint les zébus en Afrique. En 1974, plus d'un tiers des zébus autopsiés en République centrafricaine étaient porteurs du nématodes. Plus généralement, Mammomonogamus nasicola est une cause de strongyloses respiratoires des petits ruminants.